# Arleta Galant
Arleta Galant (ur. 1977 w Szczecinie) – krytyczka literacka, publicystka. Doktor hab. literaturoznawstwa.
Autorka szkiców i recenzji publikowanych na łamach m.in.: „Ruchu Literackiego”, „Arkusza”, „Twórczości”, „FA-artu”, „Opcji”, „Kresów”, „Zadry”.
Stała współpracowniczka Szczecińskiego Dwumiesięcznika Kulturalnego „Pogranicza”.
Zajmuje się m.in.: biografistyką i intymistyką w literaturze polskiej, kategorią prywatne-publiczne, płciowością tekstu, etycznością i empatycznością lektury, opierając swoje nowatorskie rozważania o badania genderowe, genologiczne i historycznoliterackie.
Wykładowczyni Gender Studies UW (rok 2004 i 2006). Autorka książki "Prywatne, publiczne, autobiograficzne. O dziennikach i esejach Jana Lechonia, Zofii Nałkowskiej, Marii Kuncewiczowej i Jerzego Stempowskiego", która ukazała się nakładem Wydawnictwa DiG w czerwcu 2010 roku. Współredaktorka książki "Dwadzieścia lat literatury polskiej. Idee, ideologie, metodologie" (Szczecin 2008). Pracuje jako adiunkt w Zakładzie Literatury Polskiej XX wieku Instytutu Polonistyki i Kulturoznawstwa Uniwersytetu Szczecińskiego.

## Publikacje
- Dwadzieścia lat literatury polskiej. Idee, ideologie, metodologie, pod red. Arlety Galant, Ingi Iwasiów, Szczecin 2008[4].
- Prywatne, publiczne, autobiograficzne. O dziennikach i esejach Jana Lechonia, Zofii Nałkowskiej, Marii Kuncewiczowej i Jerzego Stempowskiego, Wydawnictwo DiG, Warszawa 2010[4].